# Milly-la-Forêt
Milly-la-Forêt – miejscowość i gmina we Francji, w regionie Île-de-France, w departamencie Essonne.
Według danych na rok 1990 gminę zamieszkiwało 4307 osób, a gęstość zaludnienia wynosiła 127 osób/km² (wśród 1287 gmin regionu Île-de-France Milly-la-Forêt plasuje się na 352. miejscu pod względem liczby ludności, natomiast pod względem powierzchni na miejscu 13.).
W Milly-la-Forêt ma swoją siedzibę utworzona tutaj w 1887 firma Darégal, światowy lider w branży mrożonych ziół aromatycznych.